# Molaire geleidbaarheid
Molaire geleidbaarheid is een eigenschap die de geleiding van elektrische stroom in een elektrolytoplossing beschrijft. Ze wordt gedefinieerd als de elektrische geleidbaarheid van een oplossing, gedeeld door de molariteit van de elektrolyt. Het is een maat voor de efficiëntie waarmee de oplossing de stroom geleidt. De eenheid is siemens maal vierkante meter per mol (S m2 mol−1).

## Overzicht
Per definitie wordt de molaire geleidbaarheid beschreven als
{\displaystyle \Lambda _{m}={\frac {\sigma }{c}}}
met:
- {\displaystyle \sigma }: de elektrische geleidbaarheid
- {\displaystyle c}: de molariteit

Als men zou aannemen dat ionen compleet onafhankelijk van elkaar zouden kunnen bewegen zou de molaire geleidbaarheid onafhankelijk zijn van de concentratie. Het blijkt echter dat de molaire geleidbaarheid concentratie-afhankelijk is. Een empirisch verband werd gevonden door Friedrich Kohlrausch:
{\displaystyle \Lambda _{m}=\Lambda _{m}^{\circ }-A{\sqrt {c}}}
met:
- {\displaystyle \Lambda _{m}^{\circ }}: de molaire geleidbaarheid bij oneindige verdunning, waarbij ionen wel onafhankelijk van elkaar kunnen bewegen
- {\displaystyle A}: een positieve, empirische constante

Een elektrochemische dubbellaag remt een migrerend (positief) ion af

Deze wet bleef zeer lang zonder theoretische verklaring, uiteindelijk werd deze gevonden in een aanpassing van de Debye-Hückeltheorie door Lars Onsager. Macroscopisch valt deze te verklaren doordat ionen in oplossing omringd zijn door een elektrochemische dubbellaag. De (tegengesteld geladen) ionen in deze dubbellaag remmen het ion dat ze omringen als het ware af, gezien zij achterlopen op het centraal ion. Verder zullen zij omwille van hun tegengestelde lading de neiging hebben om de andere kant op te stromen, en trekken het ion mee. Dit effect wordt meer uitgesproken bij grotere concentraties.
Een andere eigenschap die door Kohlrausch werd beschreven is de wet van onafhankelijke migratie van ionen. Deze stelt dat, bij voldoende verdunning, ionen volledig onafhankelijk van elkaar bewegen, en dat dus de molaire geleidbaarheid van een zout in oplossing kan worden gezien als de som van de geleidbaarheden van de afzonderlijke ionen:
{\displaystyle \displaystyle \Lambda _{m}^{\circ }=\sum _{i}\nu _{i}\lambda _{i}^{\circ }}
met:
- {\displaystyle \lambda _{i}^{\circ }}: de molaire geleidbaarheid van één type ion bij oneindige verdunning
- {\displaystyle \nu _{i}}: aantal mol van het ion, aanwezig in één mol zout